# Bully macht Buddy
Bully macht Buddy ist eine sechsteilige deutsche Sitcom mit Michael Bully Herbig in der Hauptrolle, die 2013 auf ProSieben ausgestrahlt wurde. Die sechsteilige Serie handelt von der fiktiven Entstehungsgeschichte des Films Buddy, der am 25. Dezember 2013 in den deutschen Kinos anlief. Produziert wurde die in den Bavaria Studios aufgezeichnete Serie von Constantin Entertainment.

## Handlung
Der Filmemacher Michael Bully Herbig will ein neues Projekt realisieren. Um überhaupt die Produktion seines neuen Filmes Buddy starten zu können, sind noch so einige Hürden zu nehmen. Doch nicht nur beruflich ist Bully gestresst. Seine Freundin Nina macht mit ihm Schluss, und zu allem Überfluss zieht auch noch die übergewichtige Schwester Aida von Bullys bestem Freund Rick bei ihm ein. In der letzten Folge zieht Aida zu ihrem Freund Daniel. In den darauffolgenden Wochen versucht er nicht nur seine Beziehung zu Nina zu retten, sondern auch eine Filmproduktionsgesellschaft, ein Titellied sowie Darsteller für seinen Film zu finden. Dabei gerät er von einem Fettnäpfchen ins nächste.

## Hintergrund
Die Serie wurde nach amerikanischem Vorbild in einem Multi-Kamera-Verfahren aufgezeichnet. Die Aufzeichnung der sechs Episoden fand ab dem 13. September 2013 in den Bavaria Filmstudios in Grünwald bei München statt. Regie führte Michael Herbig selbst. Ein Drehbuch war zwar vorhanden, doch es fließen auch Elemente der Improvisation ein.

## Besetzung

### Hauptrollen
| Schauspieler   | Rollenname           | Folgen |
| -------------- | -------------------- | ------ |
| Michael Herbig | Michael Bully Herbig | 1–6    |
| Sandra Koltai  | Nina                 | 1–6    |
| Rick Kavanian  | Rick Kavanian        | 1–6    |
| Gisa Flake     | Aida                 | 1–6    |

### Nebenrollen
| Schauspieler    | Rollenname       | Folgen  |
| --------------- | ---------------- | ------- |
| Michele Oliveri | Luigi            | 1–4, 6  |
| Anja Karmanski  | Katarina Klinger | 1, 3    |
| Ina Meling      | Steffi           | 2–6     |
|                 | Herr Nägle       | 2, 4, 6 |
| Daniel Zillmann | als er selbst    | 4–6     |

### Gastrollen
| Schauspieler                     | Rollenname     | Folgen |
| -------------------------------- | -------------- | ------ |
| Sarah Connor                     | als sie selbst | 1      |
| Elyas M’Barek und Roberto Blanco | als sie selbst | 2      |
| Sasha                            | als er selbst  | 3      |
| Wigald Boning                    | als er selbst  | 4      |
| Steven Gätjen                    | als er selbst  | 5–6    |
| The BossHoss                     | als sie selbst | 6      |

## Episodenliste
Die Erstausstrahlung findet seit dem 18. November 2013 beim Sender ProSieben statt.
| Nr. | Originaltitel                     | Erstausstrahlung D |
| --- | --------------------------------- | ------------------ |
| 1 | Die Folge mit der Überraschung!   | 18. Nov. 2013      |
| Bully hat gerade viel Stress. Nina, seine Freundin, zieht aus der gemeinsamen Wohnung aus, sein neues Filmprojekt „Buddy“ kostet ihn viel Arbeit, und Aida, die Schwester seines Mitbewohners Rick, zieht ungefragt bei ihm ein. Aida bringt Bully in eine prekäre Lage, nachdem sie sich einen sehr zweideutigen Anruf geleistet hat. Um das Missverständnis aufzuklären, taucht Bully sofort im „Gossip“ auf. Gerade als Bully mit Nina redet, taucht Sarah Connor auf, die er unbedingt für seinen Film gewinnen will. Nun muss er sich zwischen seiner Liebe Nina und seiner Liebe „Buddy“ entscheiden. |                                   |                    |
| 2 | Die Folge mit dem Müslimann!      | 25. Nov. 2013      |
| Die Finanzierung des Films steht auf der Kippe, denn kurz vor Drehbeginn springen drei Investoren ab. Bullys einzige Hoffnung ist der Müslimogul Nägle. Um den konservativen schwäbischen Sparfuchs von „Buddy“ zu überzeugen, benötigt Bully dringendst eine Ehefrau. Er fragt daraufhin Nina, die allerdings ablehnt, weil es abermals nur um seinen Film geht. Schließlich kann er die ungehobelte Aida davon überzeugen, ihn zu dem geschäftlichen Essen zu begleiten. Da Nina jedoch ihre Meinung ändert, taucht sie plötzlich ebenfalls beim Geschäftsessen auf und gibt sich als Bullys Ehefrau aus. Sichtlich schockiert von diesen „ehelichen“ Verhältnissen, bricht Nägle das Essen ab. Weil dieser aber seit Jahren keine Abwechslung im Bett mehr hatte, bietet sich Bully eine einzigartige Möglichkeit. Um die Finanzierung durch Nägle zu retten, gibt sich Rick als Frau aus, was dem Schwaben sichtlich gefällt. |                                   |                    |
| 3 | Die Folge mit dem Date!           | 2. Dez. 2013       |
| Aida will sich für Bullys Freundlichkeit, sie bei sich wohnen zu lassen, bedanken. Sie spricht mit Nina, um ihr klarzumachen, wie sehr Bully sie noch liebt. Dabei entsteht ein peinliches Missverständnis, denn Aida glaubt, dass Nina bereits einen neuen Freund hat; sie hält Ninas Geschäftsessen mit Sasha für ein Date. Als Bully davon Wind bekommt, platzt er stürmisch ins „Gossip“, um Nina vom gemeinsamen Essen mit Sasha abzuhalten. Dummerweise blamiert sich Bully dadurch nicht nur bei Nina, sondern auch vor der anwesenden Klatschpresse. |                                   |                    |
| 4 | Die Folge mit dem Casting!        | 9. Dez. 2013       |
| Aida fühlt sich einsam, wodurch Bully und Rick für sie Beschäftigung suchen, damit sie nicht ständig bei Bully sitzt und jammert. Sie sucht einen Mann, weswegen Bully für Aida ein Casting organisiert, um ihren Traummann zu finden. Der Schauspieler Daniel Zillmann möchte eine größere Rolle in Bullys Film und bittet ihn, das Drehbuch umzuschreiben. Daniel erscheint ungünstigerweise bei Aidas Casting, um das Buch abzuholen, und denkt, Bully möchte ihn ersetzen. Aida kommt zu Bullys Glück zum rechten Zeitpunkt in den Raum und Daniel und Aida verlieben sich ineinander. Bully hat somit doppeltes Glück, denn Daniel vergisst das Drehbuch, und Aida jammert nicht mehr. |                                   |                    |
| 5 | Die Folge mit dem Blackout!       | 16. Dez. 2013      |
| Bully möchte einen Werbe-Spot für Nägle-Müsli machen, ein Auftrag von Herrn Nägle, der seinen Film sponsert. Währenddessen plant Aida ein Date mit ihrem Freund Daniel, zu diesem Anlass hat sie sich extra ein Kleid gekauft. Am nächsten Morgen findet Rick jedoch Bullys Wohnung verwüstet vor. Bully und Aida sind aneinander gekettet, Bully trägt Aidas Kleid und Aida stattdessen ein Krankenschwester-Kostüm. Daniel erscheint und glaubt Bully und Aida haben etwas miteinander und trennt sich voreilig von Aida. Zum Glück findet Bullys Assistentin Steffi ein Video, welches Aida und Bully während eines Vollrausches gedreht haben. Das Video beinhaltet eine Liebeserklärung von Aida für Daniel. Als Daniel das Video sieht entschuldigt er sich bei Aida und feiert ihre erneute Beziehung mit Sex in Aidas Schlafzimmer. |                                   |                    |
| 6 | Die Folge mit der letzten Chance! | 23. Dez. 2013      |
| Herr Nägle möchte das Bully endlich den Werbespot für sein Müsli dreht, doch dieser hat private Probleme. Ohne Nina fühlt sich Bully immer einsamer, vor allem weil Rick eine Rolle in einem neuen Bollywood-Film angeboten bekommt, und Aida nun zu ihrem Freund Daniel ziehen will. Bully beschließt nun den Werbespot zu drehen, da der Film „Buddy“ sonst gestoppt werden muss, was ein finanzielles Ende von Bullys Karriere bedeuten würde. Zeitgleich schickt er Aida, um Nina davon zu überzeugen, wieder mit Bully zusammenzukommen. Aida fallen jedoch keine Argumente ein, also beauftragt Bully Aida, stattdessen Nina hinzuhalten, damit er rechtzeitig den Werbespot zu Ende drehen kann. Letzten Endes beschließt Nina doch wieder mit Bully zusammenzukommen, er darf aber keine Filme drehen, bis Bully und Nina nicht mindestens zu fünft sind. Bullys Schicksal meint es gut mit ihm, denn Aida und Daniel ziehen bei Bully ein und Rick hat seinen Flieger verpasst, wodurch er ebenfalls wieder bei Bully einzieht. Dadurch sind Bully und Nina zu fünft, und Bully darf wieder drehen. |                                   |                    |

## Rezeption

### Kritik
Die Serie wurde von Kritikern sehr gemischt, von Zuschauern überwiegend jedoch negativ bis vernichtend aufgenommen.
Das Online-Fernsehmagazin Quotenmeter.de schrieb über die Pilotepisode, dass es sich bei der Serie um „keine Sitcom“ handelte, da die Figuren anders konzipiert und der „Plot anders strukturiert“ sei. Dies wäre auch der Grund, weshalb die Sendung nicht „richtig zünden“ würde, obwohl in der deutschen Fernsehlandschaft „ein einheimischer Vertreter“ der Sitcom „längst überfällig“ wäre.
Die Rezension in einer überregionalen deutschen Tageszeitung ist hingegen lobend:

„Michael ‚Bully‘ Herbig offenbart in seiner Sitcom ‚Bully macht Buddy‘ neue Qualitäten. Und sorgt für eine Pointendichte, die man hierzulande kaum kennt.“

Auf der Seite Moviepilot wurde die Serie mit einer Gesamtwertung von nur 1.4/10 bei 476 Zuschauerstimmen gewertet. Auf IMDb erhielt die Serie eine Gesamtwertung von 3.1/10 bei 186 Zuschauerstimmen.

### Einschaltquoten
| Folge | Datum         | Zuschauer | Zuschauer       | Marktanteil | Marktanteil     | Quelle |
| Folge | Datum         | Gesamt    | 14 bis 49 Jahre | Gesamt      | 14 bis 49 Jahre | Quelle |
| ----- | ------------- | --------- | --------------- | ----------- | --------------- | ------ |
| 1     | 18. Nov. 2013 | 2,05 Mio. | 1,56 Mio.       | 6,5 %       | 12,6 %          | [ 8 ]  |
| 2     | 25. Nov. 2013 | 1,89 Mio. | 1,56 Mio.       | 6,1 %       | 12,8 %          | [ 9 ]  |
| 3     | 3. Dez. 2013  | 1,40 Mio. | 1,17 Mio.       | 4,6 %       | 9,8 %           | [ 10 ] |
| 4     | 10. Dez. 2013 | 1,32 Mio. | 1,12 Mio.       | 4,3 %       | 9,3 %           | [ 11 ] |
| 5     | 17. Dez. 2013 | 1,10 Mio. | —               | 3,6 %       | 7,1 %           | [ 12 ] |
| 6     | 23. Dez. 2013 | 1,25 Mio. | 0,95 Mio.       | 3,9 %       | 7,8 %           | [ 13 ] |